# Festival du cinéma grec 1968
Le Festival du cinéma grec de 1968 fut la 9e édition du Festival international du film de Thessalonique. Elle se tint du 16 au 22 septembre.

## Films sélectionnés
- Le Canon et le Rossignol (Iákovos Kambanéllis)
- Des Filles au soleil (en) (Vasílis Georgiádis)
- Parenthèse (Tákis Kanellópoulos)
- Aux limites de la trahison (el) (Dimi Dadira)
- Rendez-vous avec une inconnue (el) (Vasílis Georgiádis)
- Le Retour de Médée (Giannis Christodoulou, dit « Jean Christian »)

## Palmarès
- Le Canon et le Rossignol : meilleur scénario (Iákovos Kambanéllis) ; Prix de la critique : meilleur film, meilleur scénario
- Des Filles au soleil (en) : meilleur film, meilleur acteur dans un second rôle (Kostas Bakas), meilleure musique (Stávros Xarchákos)
- Parenthèse : meilleur film, meilleure photographie (Stamatis Tripos et Sirakos Danalis) ; Prix de la critique : meilleur réalisateur (Tákis Kanellópoulos), meilleure photographie, meilleure musique (Nikos Mamagakis)
- Aux limites de la trahison (el) : meilleur réalisateur (Dimi Dadira), meilleur acteur (Kostas Prékas (el)), meilleure actrice dans un second rôle (Ilya Livykou (en)), meilleure direction artistique (Dimi Dadira)
- Rendez-vous avec une inconnue (el) : meilleure actrice (Élena Nathanaíl)
- Le Retour de Médée : mention spéciale pour une actrice dans un second rôle

- L'Émission (court-métrage) : Prix des critiques

- Prix spéciaux internationaux :
  - Roméo et Juliette de Franco Zeffirelli
  - Les Risques du métier d'André Cayatte
  - J'ai même rencontré des tziganes heureux d'Aleksandar Petrović